# Tage Lundqvist
Tage Ulrik Anton Lundqvist, född 6 mars 1945 i Ödsgårds by i Edsele socken i Ångermanland, är en svensk slöjdlärare och lokalhistoriker. 
Tage Lundqvist utbildade sig till möbelsnickare på 1960-talet under fyra år vid Sandö yrkesskola och studerade därefter vid Hola folkhögskola. Efter slöjdlärareexamen har han varit slöjdlärare i olika skolor i Östersunds kommun samt slöjdkonsulent.
Han har som lokalhistoriker och folklorist intervjuat och dokumenterat slöjdare, samat noterat dialektord och redskap. Tage Lundqvist fick Johan Nordlander-sällskapets kulturpris 2013 "för sitt mångsidiga, engagerade och målmedvetna arbete för att stärka den norrländska slöjdens anseende, inte minst genom att presentera slöjdtraditioner för en bred allmänhet, men också genom att tradera kunskaper om material och hantverk till nya generationer slöjdare".
Lundqvist utnämndes till mästerslöjdare av Svenska Hemslöjdsföreningarnas Riksförbund 2012. Han bor i Brunflo.